# 諾瓦拉足球俱樂部
諾瓦拉足球俱乐部（義大利語：Novara Calcio）是位於義大利西北部皮埃蒙特大區諾瓦拉省首府的足球會，曾於2011年透過附加賽取得升班意甲參賽資格。

## 歷史
1908年12月8名年齡15至16歲的「查尔斯艾伯特高中」（Liceo Carlo Alberto）的學生成立「学生足球协会」（Football Association Studenti，簡稱F.A.S.），在當時有數隊小型球隊如「Voluntas」、「Pro Scalon」、「Ginnastica e Scherma」、「Forza & Speranza」、「Collegio Gallarini」及無數其他的學生團體。集合各支球隊的優秀球員組成「諾瓦拉足球協會」（Foot Ball Association Novara），並於1912年11月3日在義大利足球聯賽首次亮相。
在一戰與二戰之間，諾瓦拉與維切利（Pro Vercelli）、亚历山德里亚（Alessandria）及卡萨莱（Casale）聯合組成所謂的「皮埃蒙特四角堡壘」（quadrilatero piemontese）。諾瓦拉亦曾分別於1936年、1938年及1948年升班意甲，更於1952年取得歷來最佳成績的第8位。於逗留頂級聯賽期間，升班功臣西尔维奥·皮奥拉（Silvio Piola）是陣中重要成員，取得無數入球，他是意甲歷來入球最多的球員，於生涯末期效力諾瓦拉長達7年，直到1954年高齡40歲才退役，當他於1996年去世時，球會將主場更名以他的名字命名作為紀念。
自1956年球隊降班意乙後，戰績一沉不起，更一度降班到國內第四級聯賽「意丙2」（Serie C2）。直到2003年才升班重返「意丙」（Serie C1）。

### 直上青雲
諾瓦拉升班後鞏固其「意丙」席位，2006年擁有私營醫院集團的德·萨尔沃家族（De Salvo family）入主球隊後徹底改變以後的命運，設有6個足球場、酒店及餐廳的專用體育中心於2007年正式啟用，而體育總監帕斯夸莱·森西比莱（Pasquale Sensibile）與主教練阿蒂奥·蒂塞尔（Attilio Tesser）同於2009/10年球季展開前加盟，前者曾任職祖雲達斯的球探，而後者亦具豐富領軍經驗，於新球季簽入19名新球員，包括阿爾巴尼亞國腳門將萨米尔·乌吉卡尼（Samir Ujkani）及前國米前鋒尼古拉·文托拉（Nicola Ventola），超班的陣容整季只曾3敗，為球隊順利贏得「意丙」冠軍，於闊別33年後重返意乙賽場。
2010/11年球季諾瓦拉繼續表現出色，賽績僅次於兩支花費巨大的意甲降班球隊阿特蘭大和錫耶納，取得聯賽第3位及升班附加賽資格，準決賽兩回合累計2-2賽和里賈納，以聯賽較高排名晉級決賽面對迪比亞路的母會柏多華（Padova），首回合作客0-0和局收場，2011年6月12日次回合主場2-0獲勝取得最後一張意甲入場劵，連續兩季升班，於缺席55年後重回頂級聯賽。

## 著名球員
- 阿蒂略·德马里亚
- Helge Bronée
- 彼得罗·费拉里斯
- 皮耶罗·帕西纳蒂
- 西尔维奥·皮奥拉
- 彼得罗·拉瓦
- 雷纳托·扎卡雷利
- Fabio Gallo
- Dionisio Arce
- 布鲁诺·费尔南德斯

## 外部連結
- 官方網站（页面存档备份，存于） （意大利文）
- The unstoppable rise of Novara Calcio（页面存档备份，存于） （英文）